# Hurikán
Pour plus de détails, voir Fiche technique et Distribution.
Hurikán est un film d'animation de court métrage français, tchèque, slovaque et bosnien réalisé par Jan Saska, sorti en 2024.

## Fiche technique
- Titre original : Hurikán
- Réalisation : Jan Saska
- Scénario : Jan Saska et Václav Hašek
- Animation : Marek Pokorny, Michaela Vecerkova, Jan Saska, Camille Chao, Hugo de Faucompret, David Stumpf, Jean-Christophe Lie, Félicia Gillibert et Delphine Grelet
- Musique :
- Son : Jirí Gráf
- Production : Kamila Dohnalová, Martin Vandas, Alena Vandasová, Antoine Liétout, Ivan Zuber, Juraj Krasnohorsky et Mladen Dukic
- Sociétés de production : Last Films, Maur Films, Laïdak Films, Artichoke et Aeon Production
- Sociétés de distribution :
- Pays d'origine :  France,  Tchéquie,  Slovaquie et  Bosnie-Herzégovine
- Langue originale : sans-paroles
- Format : noir et blanc
- Genre : animation
- Durée : 13 minutes 7 secondes
- Dates de sortie :
  - France : 10 juin 2024 (Annecy)

## Distribution
- Johana Matousková
- Patrik Velek

## Distinctions
- Festival international du film d'animation d'Annecy 2024 : Prix du public pour un court métrage.